# Ridsport vid olympiska sommarspelen 1980
Ridsport vid olympiska sommarspelen 1980 arrangerades mellan 19 juli och 3 augusti i Moskva. På grund av den USA initierade bojkotten efter den sovjetiska invasionen av Afghanistan i december 1979, så kom antalet deltagare att bli väldigt begränsat. 68 deltagare från 11 nationer gjorde upp om medaljerna i de sex grenarna. Alla grenar förutom den individuella banhoppningen avgjordes i Bitsaparken, den individuella banhoppningen reds på Lenin-stadion.

## Medaljtabell
| Pl. | Nation        | Guld | Silver | Brons | Totalt |
| --- | ------------- | ---- | ------ | ----- | ------ |
| 1   | Sovjetunionen | 3    | 3      | 2     | 8      |
| 2   | Italien       | 1    | 1      | 0     | 2      |
| 2   | Polen         | 1    | 1      | 0     | 2      |
| 4   | Österrike     | 1    | 0      | 0     | 1      |
| 5   | Bulgarien     | 0    | 1      | 0     | 1      |
| 6   | Mexiko        | 0    | 0      | 3     | 3      |
| 7   | Rumänien      | 0    | 0      | 1     | 1      |

## Medaljsammanfattning

### Dressyr
| Gren                            | Guld                                                     | Guld                                                     | Silver                                                    | Silver                                                    | Brons                                                  | Brons                                                  |
| ------------------------------- | -------------------------------------------------------- | -------------------------------------------------------- | --------------------------------------------------------- | --------------------------------------------------------- | ------------------------------------------------------ | ------------------------------------------------------ |
| Individuell dressyr detaljer    | Elisabeth Theurer Österrike                              | Elisabeth Theurer Österrike                              | Juri Kovsjov Sovjetunionen                                | Juri Kovsjov Sovjetunionen                                | Viktor Ugriumov Sovjetunionen                          | Viktor Ugriumov Sovjetunionen                          |
| Lagtävlingen i dressyr detaljer | Sovjetunionen Juri Kovsjov Viktor Ugriumov Vera Misevitj | Sovjetunionen Juri Kovsjov Viktor Ugriumov Vera Misevitj | Bulgarien Guergui Gadjev Svetoslav Ivanov Petar Mandajiev | Bulgarien Guergui Gadjev Svetoslav Ivanov Petar Mandajiev | Rumänien Anghelache Donescu Petre Roșca Dumitru Velicu | Rumänien Anghelache Donescu Petre Roșca Dumitru Velicu |

### Fälttävlan
| Gren                               | Guld                                                                        | Guld                                                                        | Silver                                                                | Silver                                                                | Brons                                                                                    | Brons                                                                                    |
| ---------------------------------- | --------------------------------------------------------------------------- | --------------------------------------------------------------------------- | --------------------------------------------------------------------- | --------------------------------------------------------------------- | ---------------------------------------------------------------------------------------- | ---------------------------------------------------------------------------------------- |
| Individuell fälttävlan detaljer    | Federico Roman Italien                                                      | Federico Roman Italien                                                      | Alexander Blinov Sovjetunionen                                        | Alexander Blinov Sovjetunionen                                        | Yuri Salnikov Sovjetunionen                                                              | Yuri Salnikov Sovjetunionen                                                              |
| Lagtävlingen i fälttävlan detaljer | Sovjetunionen Alexander Blinov Juri Salnikov Valerij Volkov Sergei Rogozjin | Sovjetunionen Alexander Blinov Juri Salnikov Valerij Volkov Sergei Rogozjin | Italien Federico Roman Anna Casagrande Mauro Roman Marina Sciocchetti | Italien Federico Roman Anna Casagrande Mauro Roman Marina Sciocchetti | Mexiko Manuel Mendivil Yocupicio David Barcena Rios José Perez Soto Fabian Vazquez Lopez | Mexiko Manuel Mendivil Yocupicio David Barcena Rios José Perez Soto Fabian Vazquez Lopez |

### Hoppning
| Gren                             | Guld                                                                                 | Guld                                                                                 | Silver                                                           | Silver                                                           | Brons                                                                                                 | Brons                                                                                                 |
| -------------------------------- | ------------------------------------------------------------------------------------ | ------------------------------------------------------------------------------------ | ---------------------------------------------------------------- | ---------------------------------------------------------------- | --- | --- |
| Individuell hoppning detaljer    | Jan Kowalczyk Polen                                                                  | Jan Kowalczyk Polen                                                                  | Nikolai Korolkov Sovjetunionen                                   | Nikolai Korolkov Sovjetunionen                                   | Joaquín Perez de las Heras Mexiko                                                                     | Joaquín Perez de las Heras Mexiko                                                                     |
| Lagtävlingen i hoppning detaljer | Sovjetunionen Nikolai Korolkov Viktor Poganovskij Viktor Asmaev Viattjeslav Tjukanov | Sovjetunionen Nikolai Korolkov Viktor Poganovskij Viktor Asmaev Viattjeslav Tjukanov | Polen Wieslaw Hartmann Jan Kowalczyk Marian Kozicki Janusz Bobik | Polen Wieslaw Hartmann Jan Kowalczyk Marian Kozicki Janusz Bobik | Mexiko Alberto Valdes Lacarra Gerardo Tazzer Valencia Jesus Gomez Portugal Joaquin Perez De Las Heras | Mexiko Alberto Valdes Lacarra Gerardo Tazzer Valencia Jesus Gomez Portugal Joaquin Perez De Las Heras |

Denna tabell: visa • redigera

## Fotnoter
1. 1 2 3  ”1980 The Sport”. FEI History Hub. FEI. http://history.fei.org/node/76. Läst 17 december 2014.
2. 1 2 3 4 5 6  ”Results”. FEI. http://history.fei.org/node/77. Läst 27 december 2014.